# Xu Hui
Xu Hui (chinesisch 徐惠, Pinyin Xú Huì; * 627 in Changcheng; † 650) war eine chinesische Dichterin, „die erste Dichterin der Tang überhaupt, in der traditionellen Literaturgeschichte kaum je erwähnt … aber die einzige von den über dreißig ‘Kaiserinnen und Kaiseringemahlinnen’ … mit überlieferten Biografien in der offiziellen Tang-Geschichtsschreibung, deren eigene Schriften zitiert werden.“

## Leben
Xu Huis Vater war Xu Xiaode aus Changcheng in Huzhou (in der heutigen Provinz Zhejiang). Hui soll ein Wunderkind gewesen sein, dass mit fünf Tagen sprach, mit vier Jahren Konfuzius las und mit acht Jahren Gedicht schrieb. Sie wurde eine Nebengemahlin des zweiten Kaisers der Tang-Dynastie, Tang Taizong. Obgleich ursprünglich zur Hofdame fünften Rangs, 'Begabte' (cairen, 才人) ernannt, wurde sie später in den Konkubinenstatus befördert, als 'Ausdrucksstarke' (Changrong, 充容).
Xu Hui ist eine der herausragendsten frühen chinesischen Dichterinnen und soll ungefähr eintausend Gedichte geschrieben haben, von denen nur fünf überliefert sind, einschließlich des weithin bekannten „Reue im Changmen-Palast“ über das in der Tang-Dynastie beliebte Sujet der vernachlässigten oder verlassenen Dame. Das Gedicht bezieht sich auf ein konkreten historischen Vorfall, als die Kaiserin des Kaisers Han Wudi „in den Hohen-Tor-Palast (changmen) verbannt saß und fürchtete, sie würde in der Zuneigung des Herrschers durch eine neuere Liebhaberin ersetzt werden.“.
Du liebtest meine Zypressenholzterrasse,

Aber nun bist Du in ihren Hellen Yang-Palast vernarrt.

Ich kenne meinen Platz, verlasse Deinen Baldachin.

Verberge meine Gefühle, weine um einen verlorenen Fächer.

Es gab Zeiten, da wurden meine Tänze und Lieder gelobt.

Diese Briefe und Gedichte von einst? Verschmäht!

Ich glaube, es ist wahr – Deine Zuneigung brach zusammen wie Wellen.

Es ist schwer Wasser zu reichen, das verschüttet wurde.
Die Überlieferung sagt, dass sie nach Kaiser Taizongs Tod krank vor Gram wurde und im folgenden Jahr starb. Taizongs Nachfolger Tang Gaozong ehrte sie posthum mit dem Titel Xianfei (賢妃) und beförderte ihren Vater ihretwegen zum Präfekten von Guozhou. Sie wurde zudem damit geehrt, dass sie mit in Kaiser Taizongs Zhaoling-Mausoleum beerdigt wurde.

## Trivia
Xu Hui wurde in dem Film „Die Kaiserin von China“ (2014, chinesisch 武媚娘傳奇 / 武媚娘传奇, Pinyin wǔ mèi niáng chuán qí, Jyutping mou5 mei4 noeng4 cyun4 kei4) und der TV-Serie „Wu Zetian“ (1995, chinesisch 武则天) dargestellt.